# Laukumate
Laukumate és un cràter sobre la superfície del planeta nan Ceres, situat amb el sistema de coordenades planetocèntriques a 66.83 ° de latitud nord i 163.63 ° de longitud est. Fa un diàmetre de 29.7 km. El nom va ser fet oficial per la UAI el 16 de setembre del 2016 i fa referència a Laukumate, esperit mare dels camps de la cultura letona.